# Gấu trắng Bắc Cực

Gấu trắng Bắc Cực (danh pháp hai phần: Ursus maritimus) là một loài động vật có vú lớn của bộ Ăn thịt (Carnivora), họ Gấu (Ursidae). Chúng là loài động vật sống gần địa cực tìm thấy xung quanh Bắc Băng Dương và chúng là loài động vật ăn thịt lớn nhất trên đất liền, mặc dù một số phân loài gấu xám như gấu xám Kodiak có thể có kích thước cơ thể tương đương gấu trắng Bắc Cực..
Gấu Bắc Cực sinh sống trên lãnh thổ của năm quốc gia khác nhau. Chúng có mặt ở ngoài khơi bờ biển phía bắc và tây bắc Alaska, Canada, Greenland, Svalbard (Na Uy) và Nga. Quần thể gấu Bắc Cực ước tính khoảng 16.000 đến 35.000, với khoảng 60% ở Canada.
Gấu Bắc Cực là hình ảnh thu nhỏ của cuộc sống băng giá phía bắc Trái Đất, song xét về mặt tiến hóa của sinh giới, nó là động vật xuất hiện khá muộn. Vào khoảng 50000 đến 100000 năm trước, một cuộc chạy đua để phát triển của loài gấu nhằm đương đầu với cuộc sống khắc nghiệt đã diễn ra trên vùng Bắc Cực. Trong quá trình này, chúng đã trải qua nhiều lần thay đổi đáng kể.

## Phân loại
Carl Linnaeus đã phân loại gấu Bắc cực là một loại gấu nâu (Ursus arctos), gọi chúng là Ursus maritimus albus-major, articus trong ấn bản năm 1758 của Systema Naturae. Constantine John Phipps chính thức mô tả gấu Bắc Cực là một loài riêng biệt, Ursus maritimus năm 1774, sau chuyến thám hiểm tới Bắc Cực năm 1773. Do khả năng thích nghi với môi trường biển, một số nhà phân loại học như Theodore Knottnerus-Meyer đã xếp loài gấu Bắc Cực vào chi của nó. Thalarctos. Tuy nhiên  Ursus  được nhiều người coi là chi hợp lệ cho loài này dựa trên hồ sơ hóa thạch và thực tế là nó có thể giao phối và sinh sản với gấu nâu.

### Tiến hóa
Gấu Bắc cực là một trong tám loài còn tồn tại trong họ gấu xám Ursidae và trong số sáu loài còn tồn tại trong phân họ Ursinae. phát sinh loài có thể có của các loài gấu còn tồn tại được thể hiện trong biểu đồ nhánh dựa trên trình tự DNA ty thể hoàn chỉnh từ Yu et al. (2007). Gấu Bắc cực và gấu nâu tạo thành một nhóm chặt chẽ, trong khi mối quan hệ của các loài khác chưa được giải quyết rõ ràng.
|  | Gấu chó (Helarctos malayanus)                                                                     |
|  |                                                                                                   |
|  | \| \| Gấu ngựa (Ursus thibetanus) \| \| \| \| \| \| Gấu đen Bắc Mỹ (Ursus americanus) \| \| \| \| |
|  |                                                                                                   |
|  | Gấu ngựa (Ursus thibetanus)                                                                       |
|  |                                                                                                   |
|  | Gấu đen Bắc Mỹ (Ursus americanus)                                                                 |
|  |                                                                                                   |

|  | Gấu ngựa (Ursus thibetanus)       |
|  |                                   |
|  | Gấu đen Bắc Mỹ (Ursus americanus) |
|  |                                   |

|  | Gấu trắng Bắc Cực (Ursus maritimus) |
|  |                                     |
|  | Gấu nâu (Ursus arctos)              |
|  |                                     |

|  | Gấu chó (Helarctos malayanus)                                                                     |
|  |                                                                                                   |
|  | \| \| Gấu ngựa (Ursus thibetanus) \| \| \| \| \| \| Gấu đen Bắc Mỹ (Ursus americanus) \| \| \| \| |
|  |                                                                                                   |
|  | Gấu ngựa (Ursus thibetanus)                                                                       |
|  |                                                                                                   |
|  | Gấu đen Bắc Mỹ (Ursus americanus)                                                                 |
|  |                                                                                                   |

|  | Gấu ngựa (Ursus thibetanus)       |
|  |                                   |
|  | Gấu đen Bắc Mỹ (Ursus americanus) |
|  |                                   |

|  | Gấu trắng Bắc Cực (Ursus maritimus) |
|  |                                     |
|  | Gấu nâu (Ursus arctos)              |
|  |                                     |

|  | Gấu chó (Helarctos malayanus)                                                                     |
|  |                                                                                                   |
|  | \| \| Gấu ngựa (Ursus thibetanus) \| \| \| \| \| \| Gấu đen Bắc Mỹ (Ursus americanus) \| \| \| \| |
|  |                                                                                                   |
|  | Gấu ngựa (Ursus thibetanus)                                                                       |
|  |                                                                                                   |
|  | Gấu đen Bắc Mỹ (Ursus americanus)                                                                 |
|  |                                                                                                   |

|  | Gấu ngựa (Ursus thibetanus)       |
|  |                                   |
|  | Gấu đen Bắc Mỹ (Ursus americanus) |
|  |                                   |

|  | Gấu trắng Bắc Cực (Ursus maritimus) |
|  |                                     |
|  | Gấu nâu (Ursus arctos)              |
|  |                                     |

|  | Gấu chó (Helarctos malayanus)                                                                     |
|  |                                                                                                   |
|  | \| \| Gấu ngựa (Ursus thibetanus) \| \| \| \| \| \| Gấu đen Bắc Mỹ (Ursus americanus) \| \| \| \| |
|  |                                                                                                   |
|  | Gấu ngựa (Ursus thibetanus)                                                                       |
|  |                                                                                                   |
|  | Gấu đen Bắc Mỹ (Ursus americanus)                                                                 |
|  |                                                                                                   |

|  | Gấu ngựa (Ursus thibetanus)       |
|  |                                   |
|  | Gấu đen Bắc Mỹ (Ursus americanus) |
|  |                                   |

|  | Gấu trắng Bắc Cực (Ursus maritimus) |
|  |                                     |
|  | Gấu nâu (Ursus arctos)              |
|  |                                     |

|  | Gấu chó (Helarctos malayanus)                                                                     |
|  |                                                                                                   |
|  | \| \| Gấu ngựa (Ursus thibetanus) \| \| \| \| \| \| Gấu đen Bắc Mỹ (Ursus americanus) \| \| \| \| |
|  |                                                                                                   |
|  | Gấu ngựa (Ursus thibetanus)                                                                       |
|  |                                                                                                   |
|  | Gấu đen Bắc Mỹ (Ursus americanus)                                                                 |
|  |                                                                                                   |

|  | Gấu ngựa (Ursus thibetanus)       |
|  |                                   |
|  | Gấu đen Bắc Mỹ (Ursus americanus) |
|  |                                   |

|  | Gấu trắng Bắc Cực (Ursus maritimus) |
|  |                                     |
|  | Gấu nâu (Ursus arctos)              |
|  |                                     |

|  | Gấu chó (Helarctos malayanus)                                                                     |
|  |                                                                                                   |
|  | \| \| Gấu ngựa (Ursus thibetanus) \| \| \| \| \| \| Gấu đen Bắc Mỹ (Ursus americanus) \| \| \| \| |
|  |                                                                                                   |
|  | Gấu ngựa (Ursus thibetanus)                                                                       |
|  |                                                                                                   |
|  | Gấu đen Bắc Mỹ (Ursus americanus)                                                                 |
|  |                                                                                                   |

|  | Gấu ngựa (Ursus thibetanus)       |
|  |                                   |
|  | Gấu đen Bắc Mỹ (Ursus americanus) |
|  |                                   |

|  | Gấu trắng Bắc Cực (Ursus maritimus) |
|  |                                     |
|  | Gấu nâu (Ursus arctos)              |
|  |                                     |

|  | Gấu chó (Helarctos malayanus)                                                                     |
|  |                                                                                                   |
|  | \| \| Gấu ngựa (Ursus thibetanus) \| \| \| \| \| \| Gấu đen Bắc Mỹ (Ursus americanus) \| \| \| \| |
|  |                                                                                                   |
|  | Gấu ngựa (Ursus thibetanus)                                                                       |
|  |                                                                                                   |
|  | Gấu đen Bắc Mỹ (Ursus americanus)                                                                 |
|  |                                                                                                   |

|  | Gấu ngựa (Ursus thibetanus)       |
|  |                                   |
|  | Gấu đen Bắc Mỹ (Ursus americanus) |
|  |                                   |

|  | Gấu trắng Bắc Cực (Ursus maritimus) |
|  |                                     |
|  | Gấu nâu (Ursus arctos)              |
|  |                                     |

|  | Gấu chó (Helarctos malayanus)                                                                     |
|  |                                                                                                   |
|  | \| \| Gấu ngựa (Ursus thibetanus) \| \| \| \| \| \| Gấu đen Bắc Mỹ (Ursus americanus) \| \| \| \| |
|  |                                                                                                   |
|  | Gấu ngựa (Ursus thibetanus)                                                                       |
|  |                                                                                                   |
|  | Gấu đen Bắc Mỹ (Ursus americanus)                                                                 |
|  |                                                                                                   |

|  | Gấu ngựa (Ursus thibetanus)       |
|  |                                   |
|  | Gấu đen Bắc Mỹ (Ursus americanus) |
|  |                                   |

|  | Gấu trắng Bắc Cực (Ursus maritimus) |
|  |                                     |
|  | Gấu nâu (Ursus arctos)              |
|  |                                     |

|  | Gấu chó (Helarctos malayanus)                                                                     |
|  |                                                                                                   |
|  | \| \| Gấu ngựa (Ursus thibetanus) \| \| \| \| \| \| Gấu đen Bắc Mỹ (Ursus americanus) \| \| \| \| |
|  |                                                                                                   |
|  | Gấu ngựa (Ursus thibetanus)                                                                       |
|  |                                                                                                   |
|  | Gấu đen Bắc Mỹ (Ursus americanus)                                                                 |
|  |                                                                                                   |

|  | Gấu ngựa (Ursus thibetanus)       |
|  |                                   |
|  | Gấu đen Bắc Mỹ (Ursus americanus) |
|  |                                   |

|  | Gấu trắng Bắc Cực (Ursus maritimus) |
|  |                                     |
|  | Gấu nâu (Ursus arctos)              |
|  |                                     |

|  | Gấu chó (Helarctos malayanus)                                                                     |
|  |                                                                                                   |
|  | \| \| Gấu ngựa (Ursus thibetanus) \| \| \| \| \| \| Gấu đen Bắc Mỹ (Ursus americanus) \| \| \| \| |
|  |                                                                                                   |
|  | Gấu ngựa (Ursus thibetanus)                                                                       |
|  |                                                                                                   |
|  | Gấu đen Bắc Mỹ (Ursus americanus)                                                                 |
|  |                                                                                                   |

|  | Gấu ngựa (Ursus thibetanus)       |
|  |                                   |
|  | Gấu đen Bắc Mỹ (Ursus americanus) |
|  |                                   |

|  | Gấu trắng Bắc Cực (Ursus maritimus) |
|  |                                     |
|  | Gấu nâu (Ursus arctos)              |
|  |                                     |

|  | Gấu chó (Helarctos malayanus)                                                                     |
|  |                                                                                                   |
|  | \| \| Gấu ngựa (Ursus thibetanus) \| \| \| \| \| \| Gấu đen Bắc Mỹ (Ursus americanus) \| \| \| \| |
|  |                                                                                                   |
|  | Gấu ngựa (Ursus thibetanus)                                                                       |
|  |                                                                                                   |
|  | Gấu đen Bắc Mỹ (Ursus americanus)                                                                 |
|  |                                                                                                   |

|  | Gấu ngựa (Ursus thibetanus)       |
|  |                                   |
|  | Gấu đen Bắc Mỹ (Ursus americanus) |
|  |                                   |

|  | Gấu trắng Bắc Cực (Ursus maritimus) |
|  |                                     |
|  | Gấu nâu (Ursus arctos)              |
|  |                                     |

|  | Gấu chó (Helarctos malayanus)                                                                     |
|  |                                                                                                   |
|  | \| \| Gấu ngựa (Ursus thibetanus) \| \| \| \| \| \| Gấu đen Bắc Mỹ (Ursus americanus) \| \| \| \| |
|  |                                                                                                   |
|  | Gấu ngựa (Ursus thibetanus)                                                                       |
|  |                                                                                                   |
|  | Gấu đen Bắc Mỹ (Ursus americanus)                                                                 |
|  |                                                                                                   |

|  | Gấu ngựa (Ursus thibetanus)       |
|  |                                   |
|  | Gấu đen Bắc Mỹ (Ursus americanus) |
|  |                                   |

|  | Gấu trắng Bắc Cực (Ursus maritimus) |
|  |                                     |
|  | Gấu nâu (Ursus arctos)              |
|  |                                     |

|  | Gấu chó (Helarctos malayanus)                                                                     |
|  |                                                                                                   |
|  | \| \| Gấu ngựa (Ursus thibetanus) \| \| \| \| \| \| Gấu đen Bắc Mỹ (Ursus americanus) \| \| \| \| |
|  |                                                                                                   |
|  | Gấu ngựa (Ursus thibetanus)                                                                       |
|  |                                                                                                   |
|  | Gấu đen Bắc Mỹ (Ursus americanus)                                                                 |
|  |                                                                                                   |

|  | Gấu ngựa (Ursus thibetanus)       |
|  |                                   |
|  | Gấu đen Bắc Mỹ (Ursus americanus) |
|  |                                   |

|  | Gấu trắng Bắc Cực (Ursus maritimus) |
|  |                                     |
|  | Gấu nâu (Ursus arctos)              |
|  |                                     |

|  | Gấu chó (Helarctos malayanus)                                                                     |
|  |                                                                                                   |
|  | \| \| Gấu ngựa (Ursus thibetanus) \| \| \| \| \| \| Gấu đen Bắc Mỹ (Ursus americanus) \| \| \| \| |
|  |                                                                                                   |
|  | Gấu ngựa (Ursus thibetanus)                                                                       |
|  |                                                                                                   |
|  | Gấu đen Bắc Mỹ (Ursus americanus)                                                                 |
|  |                                                                                                   |

|  | Gấu ngựa (Ursus thibetanus)       |
|  |                                   |
|  | Gấu đen Bắc Mỹ (Ursus americanus) |
|  |                                   |

|  | Gấu trắng Bắc Cực (Ursus maritimus) |
|  |                                     |
|  | Gấu nâu (Ursus arctos)              |
|  |                                     |

|  | Gấu chó (Helarctos malayanus)                                                                     |
|  |                                                                                                   |
|  | \| \| Gấu ngựa (Ursus thibetanus) \| \| \| \| \| \| Gấu đen Bắc Mỹ (Ursus americanus) \| \| \| \| |
|  |                                                                                                   |
|  | Gấu ngựa (Ursus thibetanus)                                                                       |
|  |                                                                                                   |
|  | Gấu đen Bắc Mỹ (Ursus americanus)                                                                 |
|  |                                                                                                   |

|  | Gấu ngựa (Ursus thibetanus)       |
|  |                                   |
|  | Gấu đen Bắc Mỹ (Ursus americanus) |
|  |                                   |

|  | Gấu trắng Bắc Cực (Ursus maritimus) |
|  |                                     |
|  | Gấu nâu (Ursus arctos)              |
|  |                                     |

|  | Gấu chó (Helarctos malayanus)                                                                     |
|  |                                                                                                   |
|  | \| \| Gấu ngựa (Ursus thibetanus) \| \| \| \| \| \| Gấu đen Bắc Mỹ (Ursus americanus) \| \| \| \| |
|  |                                                                                                   |
|  | Gấu ngựa (Ursus thibetanus)                                                                       |
|  |                                                                                                   |
|  | Gấu đen Bắc Mỹ (Ursus americanus)                                                                 |
|  |                                                                                                   |

|  | Gấu ngựa (Ursus thibetanus)       |
|  |                                   |
|  | Gấu đen Bắc Mỹ (Ursus americanus) |
|  |                                   |

|  | Gấu trắng Bắc Cực (Ursus maritimus) |
|  |                                     |
|  | Gấu nâu (Ursus arctos)              |
|  |                                     |

|  | Gấu chó (Helarctos malayanus)                                                                     |
|  |                                                                                                   |
|  | \| \| Gấu ngựa (Ursus thibetanus) \| \| \| \| \| \| Gấu đen Bắc Mỹ (Ursus americanus) \| \| \| \| |
|  |                                                                                                   |
|  | Gấu ngựa (Ursus thibetanus)                                                                       |
|  |                                                                                                   |
|  | Gấu đen Bắc Mỹ (Ursus americanus)                                                                 |
|  |                                                                                                   |

|  | Gấu ngựa (Ursus thibetanus)       |
|  |                                   |
|  | Gấu đen Bắc Mỹ (Ursus americanus) |
|  |                                   |

|  | Gấu trắng Bắc Cực (Ursus maritimus) |
|  |                                     |
|  | Gấu nâu (Ursus arctos)              |
|  |                                     |

|  | Gấu chó (Helarctos malayanus)                                                                     |
|  |                                                                                                   |
|  | \| \| Gấu ngựa (Ursus thibetanus) \| \| \| \| \| \| Gấu đen Bắc Mỹ (Ursus americanus) \| \| \| \| |
|  |                                                                                                   |
|  | Gấu ngựa (Ursus thibetanus)                                                                       |
|  |                                                                                                   |
|  | Gấu đen Bắc Mỹ (Ursus americanus)                                                                 |
|  |                                                                                                   |

|  | Gấu ngựa (Ursus thibetanus)       |
|  |                                   |
|  | Gấu đen Bắc Mỹ (Ursus americanus) |
|  |                                   |

|  | Gấu trắng Bắc Cực (Ursus maritimus) |
|  |                                     |
|  | Gấu nâu (Ursus arctos)              |
|  |                                     |

|  | Gấu chó (Helarctos malayanus)                                                                     |
|  |                                                                                                   |
|  | \| \| Gấu ngựa (Ursus thibetanus) \| \| \| \| \| \| Gấu đen Bắc Mỹ (Ursus americanus) \| \| \| \| |
|  |                                                                                                   |
|  | Gấu ngựa (Ursus thibetanus)                                                                       |
|  |                                                                                                   |
|  | Gấu đen Bắc Mỹ (Ursus americanus)                                                                 |
|  |                                                                                                   |

|  | Gấu ngựa (Ursus thibetanus)       |
|  |                                   |
|  | Gấu đen Bắc Mỹ (Ursus americanus) |
|  |                                   |

|  | Gấu trắng Bắc Cực (Ursus maritimus) |
|  |                                     |
|  | Gấu nâu (Ursus arctos)              |
|  |                                     |

|  | Gấu chó (Helarctos malayanus)                                                                     |
|  |                                                                                                   |
|  | \| \| Gấu ngựa (Ursus thibetanus) \| \| \| \| \| \| Gấu đen Bắc Mỹ (Ursus americanus) \| \| \| \| |
|  |                                                                                                   |
|  | Gấu ngựa (Ursus thibetanus)                                                                       |
|  |                                                                                                   |
|  | Gấu đen Bắc Mỹ (Ursus americanus)                                                                 |
|  |                                                                                                   |

|  | Gấu ngựa (Ursus thibetanus)       |
|  |                                   |
|  | Gấu đen Bắc Mỹ (Ursus americanus) |
|  |                                   |

|  | Gấu trắng Bắc Cực (Ursus maritimus) |
|  |                                     |
|  | Gấu nâu (Ursus arctos)              |
|  |                                     |

|  | Gấu chó (Helarctos malayanus)                                                                     |
|  |                                                                                                   |
|  | \| \| Gấu ngựa (Ursus thibetanus) \| \| \| \| \| \| Gấu đen Bắc Mỹ (Ursus americanus) \| \| \| \| |
|  |                                                                                                   |
|  | Gấu ngựa (Ursus thibetanus)                                                                       |
|  |                                                                                                   |
|  | Gấu đen Bắc Mỹ (Ursus americanus)                                                                 |
|  |                                                                                                   |

|  | Gấu ngựa (Ursus thibetanus)       |
|  |                                   |
|  | Gấu đen Bắc Mỹ (Ursus americanus) |
|  |                                   |

|  | Gấu trắng Bắc Cực (Ursus maritimus) |
|  |                                     |
|  | Gấu nâu (Ursus arctos)              |
|  |                                     |

|  | Gấu chó (Helarctos malayanus)                                                                     |
|  |                                                                                                   |
|  | \| \| Gấu ngựa (Ursus thibetanus) \| \| \| \| \| \| Gấu đen Bắc Mỹ (Ursus americanus) \| \| \| \| |
|  |                                                                                                   |
|  | Gấu ngựa (Ursus thibetanus)                                                                       |
|  |                                                                                                   |
|  | Gấu đen Bắc Mỹ (Ursus americanus)                                                                 |
|  |                                                                                                   |

|  | Gấu ngựa (Ursus thibetanus)       |
|  |                                   |
|  | Gấu đen Bắc Mỹ (Ursus americanus) |
|  |                                   |

|  | Gấu trắng Bắc Cực (Ursus maritimus) |
|  |                                     |
|  | Gấu nâu (Ursus arctos)              |
|  |                                     |

|  | Gấu chó (Helarctos malayanus)                                                                     |
|  |                                                                                                   |
|  | \| \| Gấu ngựa (Ursus thibetanus) \| \| \| \| \| \| Gấu đen Bắc Mỹ (Ursus americanus) \| \| \| \| |
|  |                                                                                                   |
|  | Gấu ngựa (Ursus thibetanus)                                                                       |
|  |                                                                                                   |
|  | Gấu đen Bắc Mỹ (Ursus americanus)                                                                 |
|  |                                                                                                   |

|  | Gấu ngựa (Ursus thibetanus)       |
|  |                                   |
|  | Gấu đen Bắc Mỹ (Ursus americanus) |
|  |                                   |

|  | Gấu trắng Bắc Cực (Ursus maritimus) |
|  |                                     |
|  | Gấu nâu (Ursus arctos)              |
|  |                                     |

|  | Gấu chó (Helarctos malayanus)                                                                     |
|  |                                                                                                   |
|  | \| \| Gấu ngựa (Ursus thibetanus) \| \| \| \| \| \| Gấu đen Bắc Mỹ (Ursus americanus) \| \| \| \| |
|  |                                                                                                   |
|  | Gấu ngựa (Ursus thibetanus)                                                                       |
|  |                                                                                                   |
|  | Gấu đen Bắc Mỹ (Ursus americanus)                                                                 |
|  |                                                                                                   |

|  | Gấu ngựa (Ursus thibetanus)       |
|  |                                   |
|  | Gấu đen Bắc Mỹ (Ursus americanus) |
|  |                                   |

|  | Gấu trắng Bắc Cực (Ursus maritimus) |
|  |                                     |
|  | Gấu nâu (Ursus arctos)              |
|  |                                     |

|  | Gấu chó (Helarctos malayanus)                                                                     |
|  |                                                                                                   |
|  | \| \| Gấu ngựa (Ursus thibetanus) \| \| \| \| \| \| Gấu đen Bắc Mỹ (Ursus americanus) \| \| \| \| |
|  |                                                                                                   |
|  | Gấu ngựa (Ursus thibetanus)                                                                       |
|  |                                                                                                   |
|  | Gấu đen Bắc Mỹ (Ursus americanus)                                                                 |
|  |                                                                                                   |

|  | Gấu ngựa (Ursus thibetanus)       |
|  |                                   |
|  | Gấu đen Bắc Mỹ (Ursus americanus) |
|  |                                   |

|  | Gấu trắng Bắc Cực (Ursus maritimus) |
|  |                                     |
|  | Gấu nâu (Ursus arctos)              |
|  |                                     |

|  | Gấu chó (Helarctos malayanus)                                                                     |
|  |                                                                                                   |
|  | \| \| Gấu ngựa (Ursus thibetanus) \| \| \| \| \| \| Gấu đen Bắc Mỹ (Ursus americanus) \| \| \| \| |
|  |                                                                                                   |
|  | Gấu ngựa (Ursus thibetanus)                                                                       |
|  |                                                                                                   |
|  | Gấu đen Bắc Mỹ (Ursus americanus)                                                                 |
|  |                                                                                                   |

|  | Gấu ngựa (Ursus thibetanus)       |
|  |                                   |
|  | Gấu đen Bắc Mỹ (Ursus americanus) |
|  |                                   |

|  | Gấu trắng Bắc Cực (Ursus maritimus) |
|  |                                     |
|  | Gấu nâu (Ursus arctos)              |
|  |                                     |

|  | Gấu chó (Helarctos malayanus)                                                                     |
|  |                                                                                                   |
|  | \| \| Gấu ngựa (Ursus thibetanus) \| \| \| \| \| \| Gấu đen Bắc Mỹ (Ursus americanus) \| \| \| \| |
|  |                                                                                                   |
|  | Gấu ngựa (Ursus thibetanus)                                                                       |
|  |                                                                                                   |
|  | Gấu đen Bắc Mỹ (Ursus americanus)                                                                 |
|  |                                                                                                   |

|  | Gấu ngựa (Ursus thibetanus)       |
|  |                                   |
|  | Gấu đen Bắc Mỹ (Ursus americanus) |
|  |                                   |

|  | Gấu trắng Bắc Cực (Ursus maritimus) |
|  |                                     |
|  | Gấu nâu (Ursus arctos)              |
|  |                                     |

|  | Gấu chó (Helarctos malayanus)                                                                     |
|  |                                                                                                   |
|  | \| \| Gấu ngựa (Ursus thibetanus) \| \| \| \| \| \| Gấu đen Bắc Mỹ (Ursus americanus) \| \| \| \| |
|  |                                                                                                   |
|  | Gấu ngựa (Ursus thibetanus)                                                                       |
|  |                                                                                                   |
|  | Gấu đen Bắc Mỹ (Ursus americanus)                                                                 |
|  |                                                                                                   |

|  | Gấu ngựa (Ursus thibetanus)       |
|  |                                   |
|  | Gấu đen Bắc Mỹ (Ursus americanus) |
|  |                                   |

|  | Gấu trắng Bắc Cực (Ursus maritimus) |
|  |                                     |
|  | Gấu nâu (Ursus arctos)              |
|  |                                     |

|  | Gấu chó (Helarctos malayanus)                                                                     |
|  |                                                                                                   |
|  | \| \| Gấu ngựa (Ursus thibetanus) \| \| \| \| \| \| Gấu đen Bắc Mỹ (Ursus americanus) \| \| \| \| |
|  |                                                                                                   |
|  | Gấu ngựa (Ursus thibetanus)                                                                       |
|  |                                                                                                   |
|  | Gấu đen Bắc Mỹ (Ursus americanus)                                                                 |
|  |                                                                                                   |

|  | Gấu ngựa (Ursus thibetanus)       |
|  |                                   |
|  | Gấu đen Bắc Mỹ (Ursus americanus) |
|  |                                   |

|  | Gấu trắng Bắc Cực (Ursus maritimus) |
|  |                                     |
|  | Gấu nâu (Ursus arctos)              |
|  |                                     |

|  | Gấu chó (Helarctos malayanus)                                                                     |
|  |                                                                                                   |
|  | \| \| Gấu ngựa (Ursus thibetanus) \| \| \| \| \| \| Gấu đen Bắc Mỹ (Ursus americanus) \| \| \| \| |
|  |                                                                                                   |
|  | Gấu ngựa (Ursus thibetanus)                                                                       |
|  |                                                                                                   |
|  | Gấu đen Bắc Mỹ (Ursus americanus)                                                                 |
|  |                                                                                                   |

|  | Gấu ngựa (Ursus thibetanus)       |
|  |                                   |
|  | Gấu đen Bắc Mỹ (Ursus americanus) |
|  |                                   |

|  | Gấu trắng Bắc Cực (Ursus maritimus) |
|  |                                     |
|  | Gấu nâu (Ursus arctos)              |
|  |                                     |

|  | Gấu chó (Helarctos malayanus)                                                                     |
|  |                                                                                                   |
|  | \| \| Gấu ngựa (Ursus thibetanus) \| \| \| \| \| \| Gấu đen Bắc Mỹ (Ursus americanus) \| \| \| \| |
|  |                                                                                                   |
|  | Gấu ngựa (Ursus thibetanus)                                                                       |
|  |                                                                                                   |
|  | Gấu đen Bắc Mỹ (Ursus americanus)                                                                 |
|  |                                                                                                   |

|  | Gấu ngựa (Ursus thibetanus)       |
|  |                                   |
|  | Gấu đen Bắc Mỹ (Ursus americanus) |
|  |                                   |

|  | Gấu trắng Bắc Cực (Ursus maritimus) |
|  |                                     |
|  | Gấu nâu (Ursus arctos)              |
|  |                                     |

|  | Gấu chó (Helarctos malayanus)                                                                     |
|  |                                                                                                   |
|  | \| \| Gấu ngựa (Ursus thibetanus) \| \| \| \| \| \| Gấu đen Bắc Mỹ (Ursus americanus) \| \| \| \| |
|  |                                                                                                   |
|  | Gấu ngựa (Ursus thibetanus)                                                                       |
|  |                                                                                                   |
|  | Gấu đen Bắc Mỹ (Ursus americanus)                                                                 |
|  |                                                                                                   |

|  | Gấu ngựa (Ursus thibetanus)       |
|  |                                   |
|  | Gấu đen Bắc Mỹ (Ursus americanus) |
|  |                                   |

|  | Gấu trắng Bắc Cực (Ursus maritimus) |
|  |                                     |
|  | Gấu nâu (Ursus arctos)              |
|  |                                     |

Một phát sinh chủng loại gần đây hơn dưới đây dựa trên một nghiên cứu di truyền năm 2017. Nghiên cứu kết luận rằng loài gấu Ursine có nguồn gốc từ khoảng 5 triệu năm trước và cho thấy sự lai tạo rộng rãi của các loài trong dòng dõi của chúng.
|  | \| \| Gấu lợn (Melursus ursinus) \| \| \| \| \| \| Gấu chó (Helarctos malayanus) \| \| \| \| |
|  |                                                                                              |
|  | Gấu ngựa (Ursus thibetanus)                                                                  |
|  |                                                                                              |
|  | Gấu lợn (Melursus ursinus)                                                                   |
|  |                                                                                              |
|  | Gấu chó (Helarctos malayanus)                                                                |
|  |                                                                                              |

|  | Gấu lợn (Melursus ursinus)    |
|  |                               |
|  | Gấu chó (Helarctos malayanus) |
|  |                               |

|  | Gấu đen Bắc Mỹ (Ursus americanus)                                                              |
|  |                                                                                                |
|  | \| \| Gấu trắng Bắc Cực (Ursus maritimus) \| \| \| \| \| \| Gấu nâu (Ursus arctos) \| \| \| \| |
|  |                                                                                                |
|  | Gấu trắng Bắc Cực (Ursus maritimus)                                                            |
|  |                                                                                                |
|  | Gấu nâu (Ursus arctos)                                                                         |
|  |                                                                                                |

|  | Gấu trắng Bắc Cực (Ursus maritimus) |
|  |                                     |
|  | Gấu nâu (Ursus arctos)              |
|  |                                     |

|  | \| \| Gấu lợn (Melursus ursinus) \| \| \| \| \| \| Gấu chó (Helarctos malayanus) \| \| \| \| |
|  |                                                                                              |
|  | Gấu ngựa (Ursus thibetanus)                                                                  |
|  |                                                                                              |
|  | Gấu lợn (Melursus ursinus)                                                                   |
|  |                                                                                              |
|  | Gấu chó (Helarctos malayanus)                                                                |
|  |                                                                                              |

|  | Gấu lợn (Melursus ursinus)    |
|  |                               |
|  | Gấu chó (Helarctos malayanus) |
|  |                               |

|  | Gấu đen Bắc Mỹ (Ursus americanus)                                                              |
|  |                                                                                                |
|  | \| \| Gấu trắng Bắc Cực (Ursus maritimus) \| \| \| \| \| \| Gấu nâu (Ursus arctos) \| \| \| \| |
|  |                                                                                                |
|  | Gấu trắng Bắc Cực (Ursus maritimus)                                                            |
|  |                                                                                                |
|  | Gấu nâu (Ursus arctos)                                                                         |
|  |                                                                                                |

|  | Gấu trắng Bắc Cực (Ursus maritimus) |
|  |                                     |
|  | Gấu nâu (Ursus arctos)              |
|  |                                     |

|  | \| \| Gấu lợn (Melursus ursinus) \| \| \| \| \| \| Gấu chó (Helarctos malayanus) \| \| \| \| |
|  |                                                                                              |
|  | Gấu ngựa (Ursus thibetanus)                                                                  |
|  |                                                                                              |
|  | Gấu lợn (Melursus ursinus)                                                                   |
|  |                                                                                              |
|  | Gấu chó (Helarctos malayanus)                                                                |
|  |                                                                                              |

|  | Gấu lợn (Melursus ursinus)    |
|  |                               |
|  | Gấu chó (Helarctos malayanus) |
|  |                               |

|  | Gấu đen Bắc Mỹ (Ursus americanus)                                                              |
|  |                                                                                                |
|  | \| \| Gấu trắng Bắc Cực (Ursus maritimus) \| \| \| \| \| \| Gấu nâu (Ursus arctos) \| \| \| \| |
|  |                                                                                                |
|  | Gấu trắng Bắc Cực (Ursus maritimus)                                                            |
|  |                                                                                                |
|  | Gấu nâu (Ursus arctos)                                                                         |
|  |                                                                                                |

|  | Gấu trắng Bắc Cực (Ursus maritimus) |
|  |                                     |
|  | Gấu nâu (Ursus arctos)              |
|  |                                     |

|  | \| \| Gấu lợn (Melursus ursinus) \| \| \| \| \| \| Gấu chó (Helarctos malayanus) \| \| \| \| |
|  |                                                                                              |
|  | Gấu ngựa (Ursus thibetanus)                                                                  |
|  |                                                                                              |
|  | Gấu lợn (Melursus ursinus)                                                                   |
|  |                                                                                              |
|  | Gấu chó (Helarctos malayanus)                                                                |
|  |                                                                                              |

|  | Gấu lợn (Melursus ursinus)    |
|  |                               |
|  | Gấu chó (Helarctos malayanus) |
|  |                               |

|  | Gấu đen Bắc Mỹ (Ursus americanus)                                                              |
|  |                                                                                                |
|  | \| \| Gấu trắng Bắc Cực (Ursus maritimus) \| \| \| \| \| \| Gấu nâu (Ursus arctos) \| \| \| \| |
|  |                                                                                                |
|  | Gấu trắng Bắc Cực (Ursus maritimus)                                                            |
|  |                                                                                                |
|  | Gấu nâu (Ursus arctos)                                                                         |
|  |                                                                                                |

|  | Gấu trắng Bắc Cực (Ursus maritimus) |
|  |                                     |
|  | Gấu nâu (Ursus arctos)              |
|  |                                     |

Hóa thạch của gấu Bắc Cực rất hiếm. Hóa thạch lâu đời nhất được biết đến là xương hàm có niên đại từ 130.000 đến 110.000 năm tuổi, được tìm thấy ở Prince Charles Foreland, Na Uy, vào năm 2004. Các nhà khoa học trong thế kỷ 20 phỏng đoán rằng gấu trắng Bắc Cực có nguồn gốc trực tiếp từ quần thể gấu nâu, có thể ở phía đông Siberia hoặc Alaska. các nghiên cứu DNA ty thể trong những năm 1990 và 2000 đã ủng hộ tình trạng gấu Bắc cực là một dẫn xuất của gấu nâu, phát hiện ra rằng một số quần thể gấu nâu có quan hệ gần gũi hơn với gấu Bắc cực so với các loài gấu nâu khác, đặc biệt là gấu quần đảo ABC của Đông Nam Alaska. Một nghiên cứu năm 2010 ước tính rằng dòng dõi gấu Bắc Cực tách ra khỏi các loài gấu nâu khác vào khoảng 150.000 năm trước..

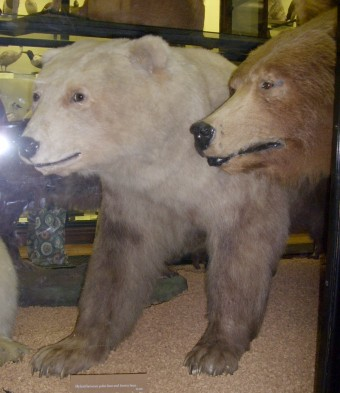
Gấu Bắc cực/gấu nâu lai mẫu vật phân loại được trưng bày tại Bảo tàng Lịch sử Tự nhiên tại Tring ở Hertfordshire, Anh

Các nghiên cứu di truyền sâu rộng hơn đã bác bỏ ý kiến cho rằng gấu Bắc Cực có nguồn gốc trực tiếp từ gấu nâu và phát hiện ra rằng hai loài này là dòng dõi chị em riêng biệt. Sự giống nhau về di truyền giữa gấu Bắc cực và một số loài gấu nâu được phát hiện là kết quả của sự giao phối với nhau. Một nghiên cứu năm 2012 ước tính sự phân chia giữa gấu Bắc Cực và gấu nâu xảy ra vào khoảng 600.000 năm trước.. Một nghiên cứu năm 2022 ước tính sự phân kỳ thậm chí còn xảy ra sớm hơn vào hơn một triệu năm trước. Các sự kiện băng hà trong hàng trăm ngàn năm đã dẫn đến cả nguồn gốc của gấu Bắc Cực cũng như sự tương tác và lai tạo sau đó của chúng với gấu nâu.

## Đặc điểm

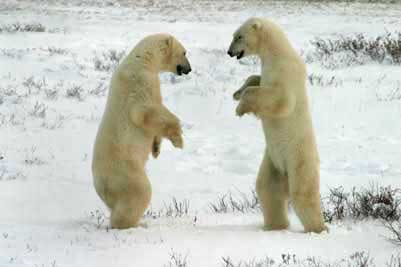
Hai con gấu Bắc Cực đang đánh nhau, gần Churchill, Manitoba, Canada. Vùng Churchill có tỉ lệ gấu sinh ba cao hơn các nơi khác và gấu con sinh ở đây cũng sống độc lập sớm hơn bình thường

Con gấu Bắc Cực đực trưởng thành nặng từ 350 đến 540 kg và đôi khi nặng hơn 800 kg. Con cái có kích thước bằng khoảng một nửa con đực và thông thường cân nặng 200–300 kg. Con đực trưởng thành dài khoảng 2,4 đến 2,6 m; con cái là 1,9 đến 2,1 m. Lưỡng hình giới tính ở loài này đặc biệt cao so với phần lớn các loài động vật có vú khác. Gấu đực Male cũng có đầu to hơn gấu cái. Trọng lượng của gấu trắng Bắc Cực dao động trong năm vì chúng có thể tích tụ nhiều mỡ và tăng khối lượng lên 50%.. một con gấu cái mang thai béo phì có thể nặng bằng 500 kg (1.100 lb). Cá thể trưởng thành có thể cao 130–160 cm (4,3–5,2 ft) đến vai. Đuôi dài 76–126 mm (3,0–5,0 in).  Con gấu Bắc Cực to nhất từng được ghi nhận cân nặng 1002 kg và đứng cao 3,39 m là một con đực bị bắn chết ở Kotzebue Sound tây bắc Alaska năm 1960.
Gấu Bắc Cực là một ví dụ tiêu biểu của một động vật hoàn toàn thích nghi với môi trường. Chúng được nhận ra rất nhanh bởi màu lông trắng của chúng. Không giống như các loài động vật có vú khác sống gần vùng cực, chúng không bao giờ rụng lông để trở thành sẫm hơn trong mùa hè. Lông của chúng không phải là màu trắng, nó là không màu và rỗng, giống như tóc trắng ở người. Một đặc thù thú vị của lớp lông gấu Bắc Cực là chúng xuất hiện với màu đen khi chụp ảnh bằng ánh sáng tím. Một số người cho rằng điều này là do lông của chúng truyền ánh sáng tới lớp da màu đen của gấu để giữ cho nó đủ ấm trong mùa đông lạnh lẽo không có mặt trời. Tuy nhiên, các phép đo chứng tỏ rằng lông của chúng hấp thụ rất mạnh các tia tím và cực tím. Điều này giải thích tại sao da chúng thông thường có màu vàng. Đôi khi có những con gấu Bắc Cực có màu khác. Tháng 2 năm 2004, hai con gấu Bắc Cực ở vườn thú Singapore có màu lục do kết quả của tảo mọc trên các ống lông rỗng của chúng. Người phát ngôn của vườn thú nói rằng tảo được sinh ra do điều kiện thời tiết nóng và ẩm của Singapore. Chúng đã được tẩy bằng dung dịch peroxid để phục hồi màu lông cũ của chúng. Loại tảo tương tự cũng đã mọc trên lông của ba con gấu Bắc Cực ở vườn thú San Diego mùa hè năm 1979. Chúng được điều trị bằng dung dịch nước muối.
Ngoài bộ lông có tác dụng ngụy trang và không thấm nước, gấu Bắc Cực còn có lớp mỡ dày đến 10 cm giúp giữ ấm cơ thể, ngay cả khi nhiệt độ xuống tới -40 °C.  Chúng không có lông mi, vì lông mi có thể gây đóng băng trên mắt khi nhiệt độ dưới 0 °C. Thay vào đó chúng có lớp màng mí mắt thứ ba, giống như của mèo, giúp cho chúng không bị chói băng và chói tuyết. Gấu Bắc Cực cách nhiệt rất tốt khi chúng nóng quá 10 °C (50 °F). Việc cách nhiệt này rất hiệu quả, khi quan sát bằng camera hồng ngoại thì chúng là không nhìn thấy. Chỉ có bàn chân của chúng bức xạ ra đủ nhiệt để có thể phát hiện được.

## Đời sống

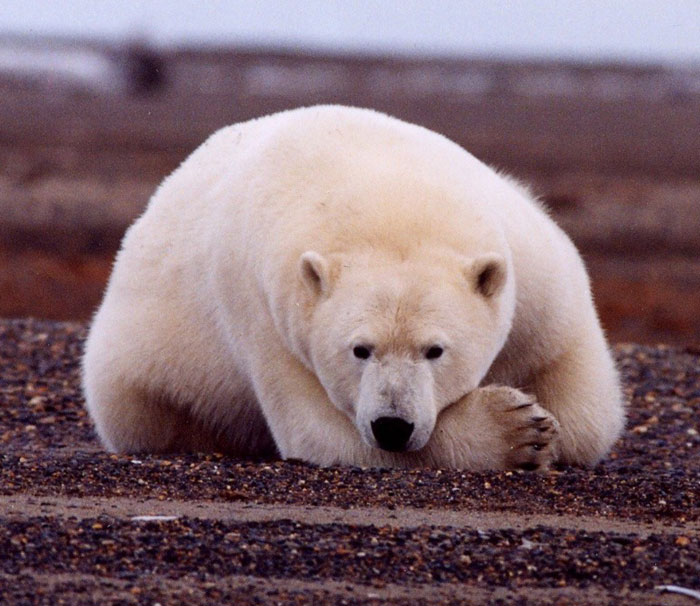
Một con gấu Bắc Cực đang nghỉ ngơi

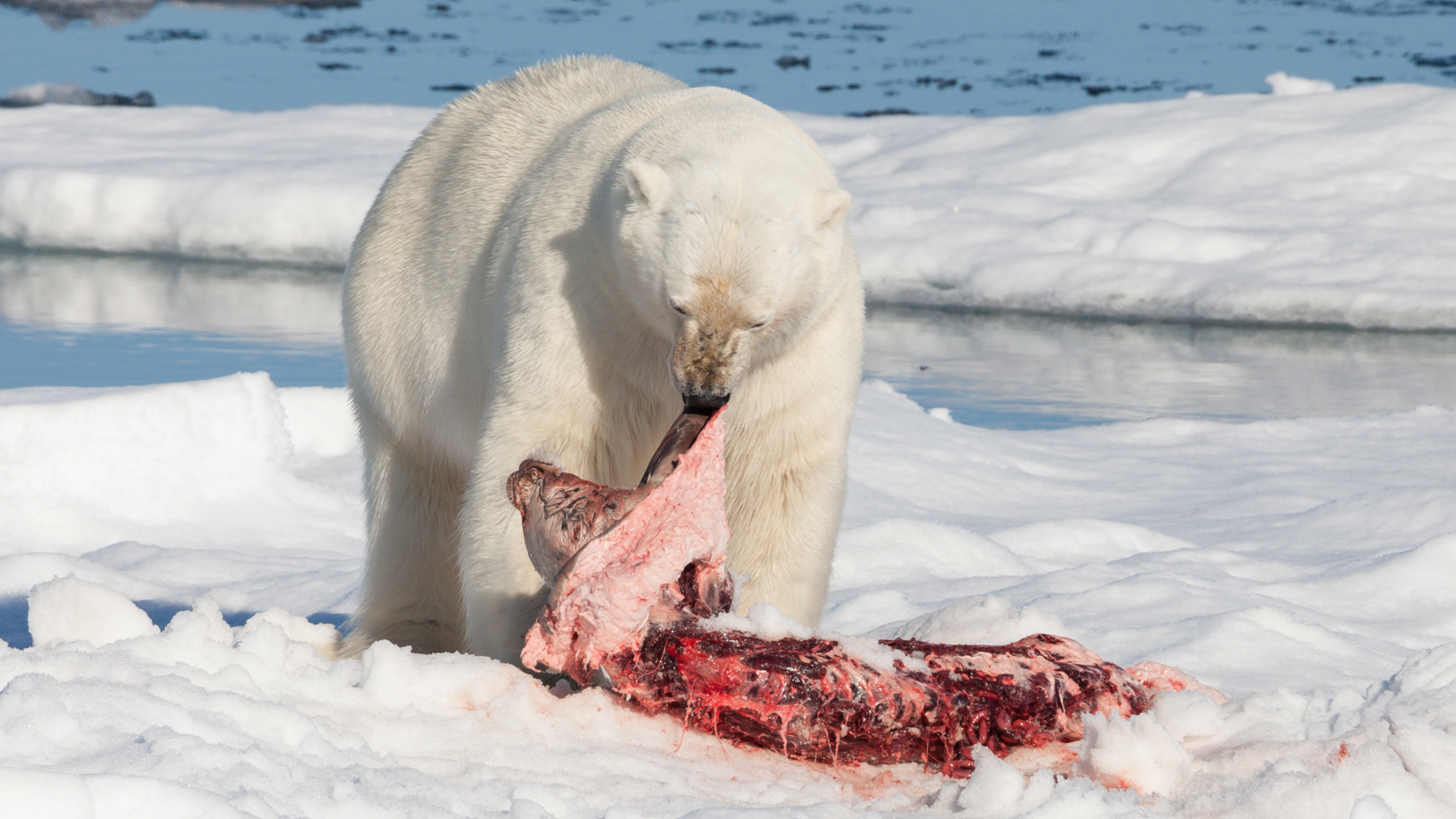
Một con Gấu trắng Bắc Cực đang xẻ thịt một con Hải cẩu râu trên một tảng băng ở phía bắc Svalbard, Na Uy.

Nơi trú ngụ của gấu Bắc Cực là các mảng băng tạo thành mũ băng quanh cực Bắc của Trái Đất. Chúng thường xuất hiện ở rìa các mũ băng, bên cạnh các dải nước và những nơi có nhiều hải cẩu là nguồn thức ăn chính của chúng.
Gấu Bắc Cực dành phần lớn thời gian để đi lại trên băng. Chúng tránh những cơn bão tuyết dữ dội bằng cách đào các hang trú ẩn tạm thời. Thường thì chỉ có gấu cái mang thai mới ngủ đông. Nhưng ở những nơi mà mùa đông lạnh hơn và thức ăn cũng khó tìm hơn, tất cả gấu Bắc Cực đều ngủ đông. Tuy ngủ nhưng chúng không chìm sâu vào giấc ngủ như sóc chuột hay sóc đất. Nhịp tim giảm từ 70 lần/phút xuống 8 lần/phút, nhưng thân nhiệt của chúng vẫn bình thường; và lúc ngủ trong hang, chúng có thể thức dậy ngay. Khi ở trong hang, chúng không ăn và sống nhờ vào lượng mỡ của cơ thể; trong thời gian này, chúng không hề đại tiểu tiện.

### Tỷ lệ tử vong
Gấu trắng Bắc Cực có thể sống tới 30 năm. Một số gấu con non chết trong hang hoặc trong bụng mẹ nếu gấu mẹ không ở trong tình trạng tốt. Tuy nhiên, con cái có cơ hội sinh ra một lứa sống sót vào mùa xuân tới nếu nó có thể ăn uống tốt hơn trong năm tới. Gấu con cùng có thể chết đói nếu mẹ của chúng không thể săn bắt đủ con mồi. Gấu con cũng có thể bị sói Bắc Cực săn bắt và bị gấu đực trưởng thành giết chết. Con đực giết con non để đưa mẹ chúng trở lại động dục nhưng cũng giết con non ngoài mùa sinh sản để lấy thức ăn. Con cái và đàn con của nó có thể chạy trốn khỏi con đực chậm hơn. Nếu con đực có thể đến gần con con, con mẹ có thể cố gắng chống lại nó, đôi khi phải trả giá bằng mạng sống của mình.
Những con gấu chưa trưởng thành, có tính độc lập nhưng chưa trưởng thành lắm, sẽ có khoảng thời gian đặc biệt khó khăn vì chúng không phải là những thợ săn thành công như những con gấu trưởng thành. Ngay cả khi chúng bắt được mồi, những con gấu lớn hơn có thể sẽ cướp mất con mồi. Do đó, những con chưa trưởng thành phải tìm kiếm thức ăn và thường bị thiếu cân và có nguy cơ bị đói. Ở tuổi trưởng thành, gấu Bắc Cực có tỷ lệ sống sót cao, mặc dù những con đực trưởng thành bị thương do tranh giành bạn tình.. Gấu Bắc cực đặc biệt dễ bị nhiễm Trichinella, một loại giun tròn ký sinh mà chúng mắc phải do ăn thịt đồng loại.

## Thức ăn
Thức ăn chính của gấu Bắc Cực là hải cẩu; không có loài động vật này, gấu Bắc Cực khó có thể tồn tại. Về mùa xuân, chúng săn hải cẩu vòng mới đẻ; về mùa hè, chúng săn hải cẩu râu, hải cẩu đầu chỏm.  Gấu Bắc Cực là loài rất kén ăn. Khi ăn, chúng lột da hải cẩu và thường chỉ ăn lớp mỡ dưới da và bộ lòng. Chỉ khi nào quá đói chúng mới ăn toàn bộ xác con mồi. Các loại mồi khác bao gồm cá heo trắng, voi biển và động vật gặm nhấm. Là một loài động vật ăn thịt thuần túy, chủ yếu là cá, gấu Bắc Cực hấp thụ một lượng lớn vitamin A, được lưu trữ trong gan; trong quá khứ, đã có người bị ngộ độc khi ăn gan gấu Bắc Cực.
Thường thì vào mùa hè do không có hải cẩu để săn, gấu Bắc Cực trở nên ăn tạp; chúng ăn hầu như bất cứ thứ gì tìm thấy được. Chúng đi rảo dưới các vách đá để tìm trứng và chim non bị rơi xuống từ các bờ đá. Chúng còn ăn cả chuột lemming, trái việt quất, dâu tây chua và thậm chí là cỏ héo, tảo,rong rêu biển. Dự trữ chất béo giúp gấu trắng Bắc Cực có thể sống sót trong nhiều tháng mà không cần ăn. Có hiện tượng ăn thịt đồng loại ở loài gấu này.

## Săn mồi
Gấu Bắc Cực là động vật hoàn thiện nhất trong họ Gấu khi xét theo tiêu chuẩn của bộ ăn thịt. Chúng bơi rất tốt và thường xuyên bơi ra biển cách xa đất liền hàng dặm cây số. Điều này có lẽ là dấu hiệu cho thấy chúng quen với cuộc sống dưới nước để săn mồi tốt hơn. Chúng cũng săn mồi rất tốt trên đất liền do có tốc độ lớn; chúng có thể chạy nhanh hơn con người.
Khi săn mồi, gấu di chuyển im lặng trên băng tuyết, cúi đầu thấp. Dùng hai chân sau đẩy mình, chúng di chuyển về phía trước và khi cách con mồi chừng 1 m, chúng tấn công chớp nhoáng và giết chết con mồi.
Khi săn hải cẩu, gấu Bắc Cực nhẹ nhàng trượt xuống nước với hai chân sau xuống trước. Khi tiến gần con mồi, chúng lặn xuống rồi phóng vọt lên làm cho con mồi bị bất ngờ và không thể trốn thoát. Có khi chúng kiên nhẫn chờ đợi trên các lỗ băng và đợi cho đến khi hải cẩu trồi lên để thở thì chúng chộp ngay.

## Sinh sản và nuôi con
Đối với loài gấu Bắc Cực, con cái thường giao phối khi được 4-5 tuổi trong khi con đực phải đợi đến lúc ít nhất được 8 tuổi. Gấu Bắc Cực giao phối vào tháng tư, tháng năm và tháng sáu. Thời kỳ mang thai tương đối dài, từ 195-265 ngày.
Vào mùa thu, gấu cái mang thai quay vào đất liền, đào hang để chuẩn bị sinh con. Những gấu con được sinh ra vào tháng muời hai hay tháng một, thường thì gấu sinh đôi, có khi sinh ba nhưng rất hiếm. Con non lúc mới sinh chỉ nặng 600-700 g và chưa mở mắt. chúng lớn nhanh bằng sữa gấu mẹ giàu vitamin A. Lúc 26 ngày tuổi, gấu con đã có thể nghe được, nhưng phải đợi đến 1 tuần sau mới mở mắt.
Vào đầu tháng ba, gia đình gấu rời khỏi hang. Lúc này, gấu con đã nặng 9–11 kg. Trong năm đầu tiên, gấu con hoàn toàn phụ thuộc vào mẹ và không có khả năng sống sót nếu không có gấu mẹ. Chúng bú mẹ mãi đến 21 tháng tuổi và sống với gấu mẹ cho đến cuối mùa đông thứ hai. Trong thời gian này răng sữa của chúng được thay thế bằng răng vĩnh viễn để chuẩn bị cho việc săn mồi vào mùa xuân năm sau, đồng thời chúng cũng học các kỹ năng săn mồi từ gấu mẹ khi trưởng thành hơn gấu con rời mẹ mà tự độc lập

## Gấu Bắc Cực và con người

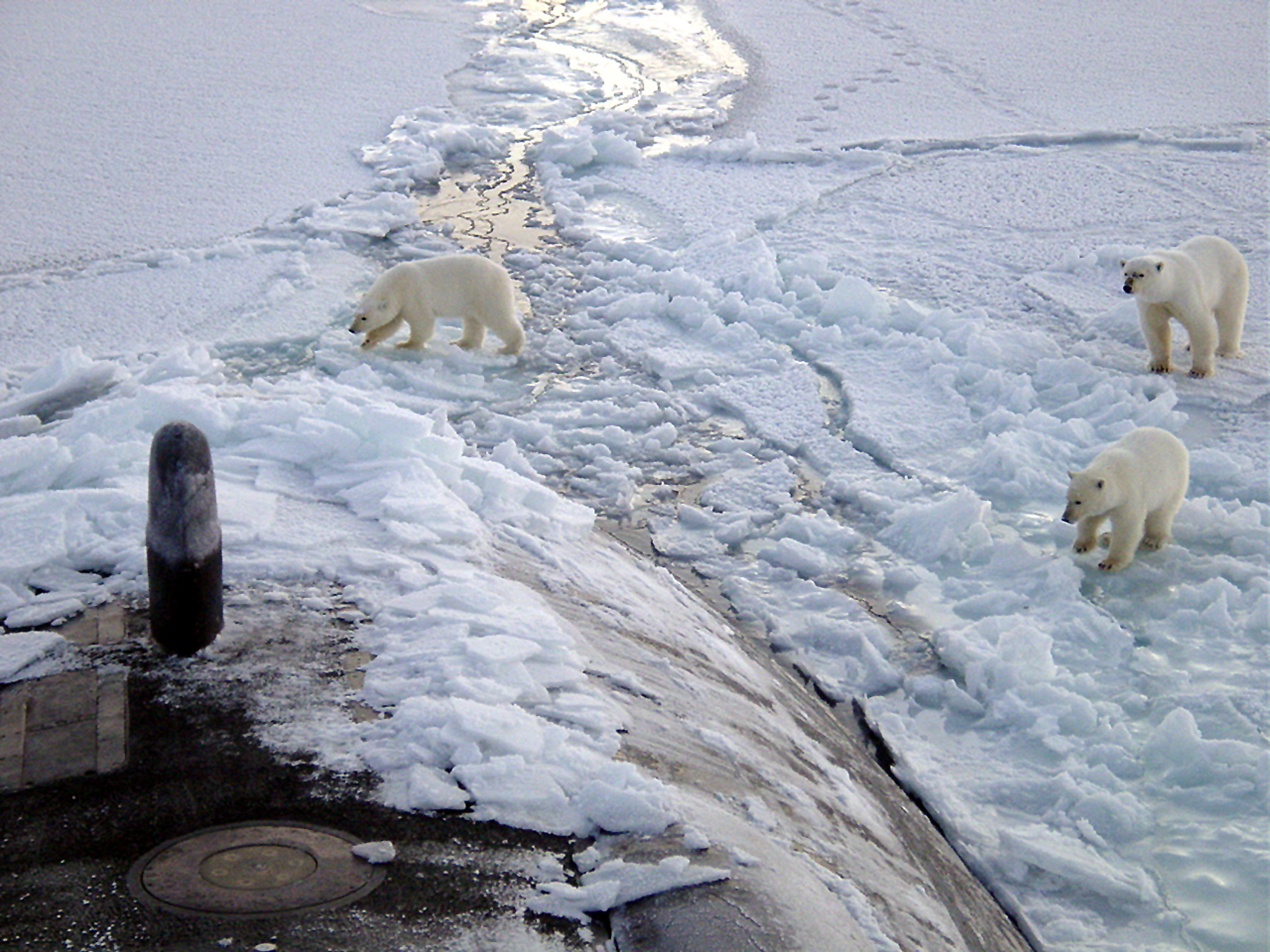
Ba con gấu Bắc Cực đang dò xét tàu ngầm USS Honolulu, 280 dặm từ cực Bắc

Нàng ngàn năm nay, người Eskimo và gấu Bắc Cực đã cùng chia sẻ một môi trường sống. Trước kia, họ cho rằng gấu có năng lực thần bí; để có được năng lực thần bí này, nhiều người trong số họ đeo răng gấu trên cổ. Da gấu Bắc Cực rất có giá; người Eskimo ngày nay vẫn còn dùng găng, giày ủng, quần áo làm bằng lông gấu. Họ còn dùng bộ da để làm thảm ngồi và ngủ. Chất nhờn từ lông gấu được dùng để bôi trơn các thanh trượt của xe trượt tuyết. Một số người chỉ nuôi chó kéo xe của họ bằng thịt gấu Bắc Cực.
Những nhà thám hiểm và thợ săn cá voi đầu tiên đã săn gấu Bắc Cực để lấy da và thịt. Ở châu Âu, da gấu Bắc Cực dùng làm thảm trải. chúng còn được bán với giá cao để làm tấm lót bàn thờ, hay bục giảng kinh mà các giáo sĩ dùng giữ chân được ấm.
Sự đặt chân của con người đã làm cho số lượng gấu Bắc Cực bị giảm sút rất nhanh. Năm 1965, các quốc gia có ranh giới giáp Bắc Cực đã tổ chức cuộc họp và nhất trí công bố tầm quan trọng của gấu Bắc Cực đồng thời nghiêm cấm việc săn bắn gấu cái đang nuôi con.
Ngày nay, gấu Bắc Cực được cho là đang bị đe dọa, không phải chủ yếu là do việc săn bắn, mà do mất nơi cư trú sinh ra bởi sự ấm toàn cầu; ví dụ, khu vực có băng che phủ của ở miền bắc Canada trong mùa đông là bị thu hẹp lại, giới hạn khả năng của gấu Bắc Cực trong việc săn hải cẩu. Độ nhạy của tỷ lệ sống của gấu Bắc Cực với nhiệt độ toàn cầu đã được chứng minh bằng tư liệu về sự gia tăng quần thể trong nhóm gấu sinh ra trong giai đoạn lạnh ngắn ngủi sau sự phun trào của núi lửa Pinatubo năm 1991. Tuy nhiên, quần thể gấu này đã gia tăng với một tỷ lệ chưa từng thấy, khoảng 15–25% trong khoảng từ năm 1995 đến năm 2005. Sự suy giảm trong một vài khu vực có lẽ là hậu quả của việc săn bắt hơn là do sự thay đổi khí hậu.
Việc khai thác, phát triển công nghiệp khai thác dầu ngoài khơi đã được xây dựng kiên cố gần Bắc Cực. Các sự cố tràn dầu đã giết chết nhiều hải cầu, do đó cũng ảnh hưởng không nhỏ đến gấu Bắc Cực vì hải cẩu là thức ăn chính của chúng.
Gấu Bắc Cực được biết đến vì các hành động hài hước và thông thường là giải trí - ăn ảnh. Ví dụ, chúng trượt bằng bụng của mình, đánh đấm lẫn nhau, hay nhúng nhau xuống nước. Khi con cái làm ổ, nó thường làm ở những chỗ sườn dốc để con của nó có thể trượt xuống bằng mông của chúng, một đặc điểm thông thường được vẽ trong tranh hí họa và các truyện viễn tưởng về gấu Bắc Cực, bao gồm cả chương trình quảng cáo những năm 1990 của Coca-Cola.
Gấu Bắc Cực được vẽ trên đồng 2 đôla (toonie) Canada. Nó cũng là con vật làm phước của ít nhất là hai trường ở Mỹ: Trường Bowdoin và Đại học Bắc Ohio.